# Alan Nunnelee
Patrick Alan Nunnelee (ur. 9 października 1958 w Tupelo, zm. 6 lutego 2015 tamże) – amerykański polityk, członek Izby Reprezentantów w latach 2011-2015. Członek Partii Republikańskiej. 

## Życiorys
W 1976 ukończył Clinton High School, a następnie studiował na Uniwersytecie Missisipi. Po zakończeniu nauki pracował w firmie ubezpieczeniowej ojca na stanowisku wiceprezesa ds. sprzedaży i marketingu.
W latach 1995–2011 zasiadał w Senacie Stanowym Missisipi. W wyborach 2 listopada 2010 został wybrany z 1. okręgu w Missisipi do Izby Reprezentantów. Mandat rozpoczął 3 stycznia 2011. W 2012 uzyskał reelekcję. Funkcję pełnił do swojej śmierci.
Od maja 2014 chorował na nowotwór mózgu. Przeszedł liczne operacje i chemioterapie. Zmarł 6 lutego 2015 w swoim domu w Tupelo.
Żonaty, miał troje dzieci.